# Oscar Montelius

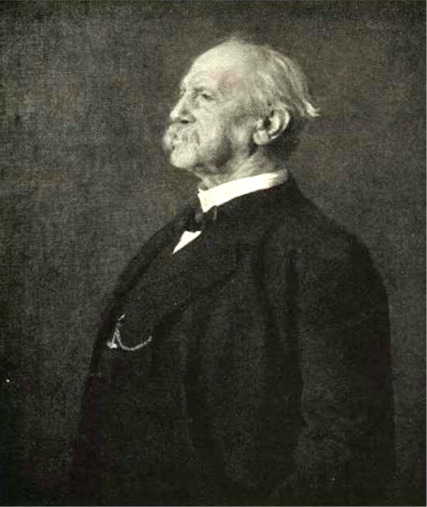
Oscar Montelius

Oscar Montelius (Estocolm, 9 de setembre de 1843 – 4 de novembre de 1921) va ser un arqueòleg suec, membre de l'Acadèmia Sueca.
L'aportació principal de Montelius al desenvolupament de l'arqueologia va ser la periodització en diverses edats del Neolític a l'edat del ferro.
Per tal de fer aquesta tasca va classificar els objectes de manera semblant a la que havia fet 
Christian Jürgensen Thomsen en el museu nacional danès. Determinà per a Escandinàvia dividir el neolític en 4 períodes del I al IV, mentre el bronze era dividit en 6. També va ser Montelius que datà els petroglifs escandinaus com pertanyents a l'edat del bronze a través de les destrals representades en ells comparades amb les troballes arqueoñògiques fetes.
Les seves teories d'expansió cultural, pròpies de l'època, difusionistes i progressistes tingueren un gran ressò tot i que actualment no es comparteixen.